# Kölln-Reisiek
Kölln-Reisiek è un comune di 3 423 abitanti dello Schleswig-Holstein, in Germania.
Appartiene al circondario (Kreis) di Pinneberg (targa PI) ed è parte della comunità amministrativa (Amt) di Elmshorn-Land.